# Nationaal Park Hamburgisches Wattenmeer
Het nationaal park Hamburgse Waddenzee (Duits: Nationalpark Hamburgisches Wattenmeer) is een deel van het Duitse waddengebied. Het is een exclave van de stad Hamburg en ligt ten noordwesten van Cuxhaven in de monding van de Elbe. Sinds 1998 is het nationaal park. Het is bovendien samen met andere delen van het internationale waddengebied door UNESCO erkend als werelderfgoed.

## Karakteristiek
Het nationale park grenst aan de zuidwestelijke en oostelijke kant aan het Nationalpark Niedersächsisches Wattenmeer. Het omvat het eiland Neuwerk en de onbewoonde eilanden Scharhörn en Nigehörn. De totale oppervlakte van het nationale park is 13.750 ha. Een deel heeft als 'beschermingszone 1' speciale bescherming. In deze zone is wadlopen en het rijden met koetsen bijvoorbeeld maar beperkt toegestaan.
Het park bestaat naast de eilanden vooral uit zandplaten en prielen.
in het nationale park komen ongeveer 2000 diersoorten voor, waaronder de gewone zeehond en grijze zeehond. De natuurlijke rijkdom aan voedsel maakt het gebied geschikt voor vele vis- en vogelsoorten. Ook is het gebied een belangrijk rust- en ruigebied. Veel voorkomende soorten zijn de brandgans en de eidereend naast verschillende soorten andere eendensoorten, ganzensoorten, meeuwensoorten en steltlopers.

## Ontwikkeling natuurbescherming
De bescherming van dit deel van de Waddenzee gaat terug tot 1939. Toen werd na reeds in 1911 aangevangen pogingen van burgers om tot bescherming van het vogelgebied Scharhörn te komen
Neuwerk en een deel van de omringende zandplaat (40 ha) als natuurgebied aangewezen. In 1986 werd een deel van het naastgelegen wad natuurgebied. In 1990 is het als te beschermen gebied aangemerkt in het kader van de conventie van Ramsar, in 1992 volgde de aanwijzing als UNESCO-biosfeerreservaat, in 1998 de status van nationaal park en vanaf 2000 is het beschermd Europees natuurgebied in het kader van Natura 2000. Vanaf medio 2011 staat het tevens op de Werelderfgoedlijst van de UNESCO.